# Oberea lepesmei
Oberea lepesmei là một loài bọ cánh cứng trong họ Cerambycidae.